# Roures de Can Vinyals
Els Roures de Can Vinyals (Quercus humilis) són un parell de roures martinencs que es troben a Sant Quirze del Vallès (el Vallès Occidental), els quals són realment espectaculars.

## Dades descriptives
- Perímetre del tronc a 1,30 m: Roure I: 2,88 metres / Roure II: 2,77 metres.
- Alçada: Roure I: 17,1 metres / Roure II: 12 metres.
- Amplada de la capçada: Roure I: 18 x 22 metres (amplada mitjana capçada: 20 metres) / Roure II: 8 x 12 metres (amplada mitjana capçada: 10 metres).
- Altitud sobre el nivell del mar: 168 metres.[1]

## Estat de conservació
Es troben en un bon estat de conservació.

## Accés
Són a prop de la masia de Can Vinyals: des de Sant Quirze del Vallès prenem la carretera C-1413 en direcció a Rubí. Poc després de deixar enrere les darreres cases del nucli urbà, prenem una pista de terra que arrenca a mà esquerra, al costat d'uns plàtans (cent metres abans de l'indicador del quilòmetre 18). La pista es bifurca i tombem per la de la dreta. De seguida veurem, a mà esquerra i a l'altra banda d'un camp, la capçada del Roure I, el més gros. El Roure II es troba just a l'entrada de la casa, a la dreta de la pista. Coordenades UTM: 31T X0423631 Y4597335 (el Roure I, el més gros).

## Observacions
Si continuem, a peu, pista enllà, podem aprofitar per visitar un parell d'arbres més. Passem pel costat esquerre de la masia i continuem amunt. Deixem dos trencalls a mà esquerra i continuem per la pista que remunta el torrent. Al cap d'un quart d'hora descobrirem l'altiva silueta de l'Àlber del Camí Fondo i, uns dos-cents metres més amunt, la d'un pollancre, d'uns trenta-dos metres d'alçària.